# Alberto Uria
Alberto Uria (11 de julho de 1924 – 4 de dezembro de 1988), foi um automobilista uruguaio de Fórmula 1. Ele participou dos dois Grande Prêmio da Argentina: 1955 e 1956, correndo com um Maserati, não conseguindo nenhum ponto nas duas provas citadas. Sua melhor posição foi o 6º lugar no GP da Argentina de 1956 compartilhado com Óscar González.

## Fórmula 1
(legenda) 
| Ano  | Nome Oficial da Equipe | Chassis             | Motor       | 1         | 2   | 3   | 4   | 5   | 6   | 7   | 8   | Pontos | Posição  |
| ---- | ---------------------- | ------------------- | ----------- | --------- | --- | --- | --- | --- | --- | --- | --- | ------ | -------- |
| 1955 | Alberto Uria           | Maserati A6GCM/250F | Maserati L6 | ARG Ret P | MON | 500 | BEL | NED | GBR | ITA |     | -      | NC       |
| 1956 | Alberto Uria           | Maserati A6GCM/250F | Maserati L6 | ARG 6* P  | MON | 500 | BEL | FRA | GBR | GER | ITA | 0      | NC (32º) |

* Compartilhou com Óscar González